# Gerhard Ruf

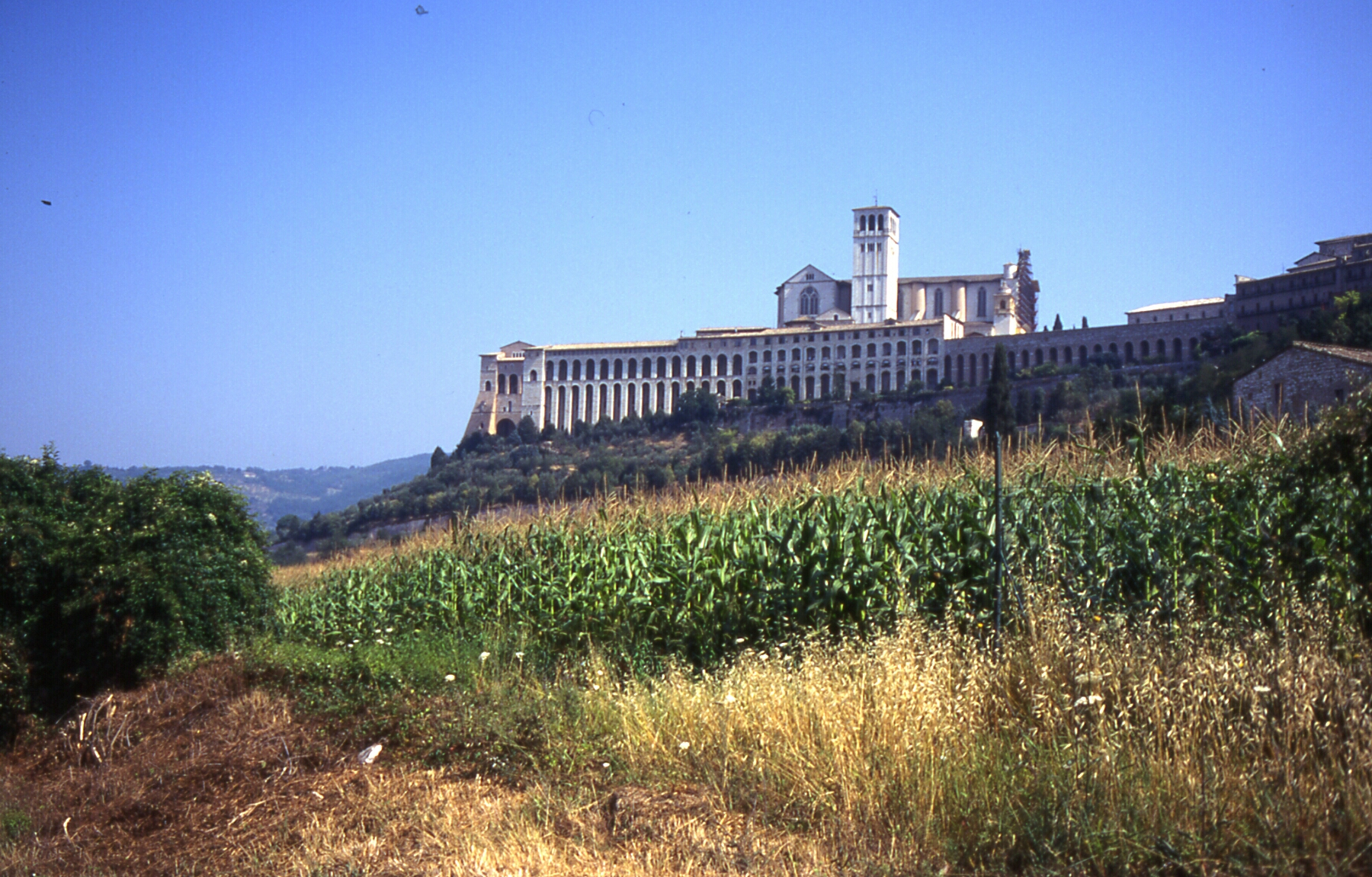
Le Sacro Convento et la Basilique Saint-François à Assise, à laquelle le Père Ruf consacra une grande part de sa vie.

Gerhard Ruf (17 octobre 1927 - 29 décembre 2008) est un prêtre catholique de l'ordre des Frères mineurs conventuels, historien de l'art, spécialiste de la basilique Saint-François à Assise, de Giotto di Bondone et de Cimabue.

## Biographie
Helmut Eugen Joseph Ruf, fils d'Eugen et Augusta Ruf, née Stockmeyer, naît le 17 octobre 1927 à Kaiserslautern en Allemagne. Il fréquente les écoles de sa ville natale puis, en 1943, alors qu'il est encore mineur, il est enrôlé par l'armée allemande et envoyé en Russie, où il demeure d'octobre 1943 à octobre 1945, dont six mois en tant que prisonnier. Après son retour en Allemagne en 1945, il entre en 1947 chez les Frères mineurs conventuels au couvent de Schwarzenberg où il prend le nom de Gerhard Ruf. Il termine ses études de philosophie et de théologie à l'Université de Fribourg en Suisse. Le 8 septembre 1951, il prononce ses vœux perpétuels. En juillet 1953, il est ordonné prêtre par Julius Döpfner à Wurtzbourg.
De 1954 à 1956, il est à l'abbaye Maria Eck, puis, jusqu'en 1958 il est aumonier à Reisbach (Basse-Bavière). Entre 1958 et 1959, il travaille comme prédicateur à Wurtzbourg avant de rejoindre la communauté des frères conventuels du Sacro Convento à Assise (Italie) afin d'assister les pèlerins germanophones visitant la basilique Saint-François. Il y restera jusqu'à sa mort le 29 décembre 2008.
De 1969 à 2004, il est curé de San Gaetano, la paroisse de langue allemande de Florence, où il se rend toutes les fins de semaine. Il s'investit aussi particulièrement dans le dialogue œcuménique, tant à Assise qu'à Florence. Aumônier des étudiants étrangers de l'université de Pérouse, il est également responsable de la Casa Betania à Assise ainsi que du couvent de Rocca Sant'Angelo, deux lieux où sont accueillis des pèlerins de toutes religions.

## Travaux

### Ouvrages
Il écrit plusieurs livres en allemand sur la basilique Saint-François, qui sont tous traduits en italien et parfois également en d'autres langues. Il est notamment l'auteur de nombreux ouvrages sur les fresques et les vitraux de la basilique Saint-François, spécialiste de Giotto et de Cimabue.

### Photographie
Gerhard Ruf est également connu pour ses travaux comme photographe de la basilique et d'autres sites franciscains. Il photographie chaque recoin de la basilique, parfois avec le photographe allemand Stefan Diller juché sur un échafaudage afin de prendre les plus petits détails des voûtes. 
Il crée les archives photographiques du Sacro Convento et de la basilique Saint-François, et rassemble plus de 17 000 photographies qu'il a faites ou reçues. Certaines de ces photographies se sont révélées très utiles pour le travail de restauration des fresques de la basilique après le Séisme du 26 septembre 1997 en Ombrie et dans les Marches. À la suite de ce séisme, 2 500 ektachromes, ainsi que 12 000 des plus anciennes photographies en noir et blanc des archives ont été scannées avec l'aide de Stefan Diller, constituant une base de données photographique et permettant une visite virtuelle de la basilique. Les archives photographiques de la basilique comptent désormais plus de 500 000 documents,.
Les photographies du Père Ruf illustrent ses propres ouvrages, ainsi que ceux de très nombreux auteurs qui ont pu bénéficier de son érudition et ont témoigné de sa gentillesse.

### Principaux ouvrages
- (de) Gerhard Ruf et Johannes Steiner, Reisbach/Vils Die Klosterkirche St. Salvator, Regensburg, Schnell & Steiner (de), coll. « Kleine Kunstführer » (no 684), 1958 (OCLC 312383284).
- (de) Gerhard Ruf, Assisi : Stadtführer, Casa Editrice Francescana Assisi (CEFA), 2014 (1re éd. 1970) (ISBN 978-88-8413-049-5, OCLC 450198814).
- (de) Gerhard Ruf, Franziskus und Bonaventura: die heilsgeschichtliche Deutung der Fresken im Langhaus der Oberkirche von San Francesco in Assisi aus der Theologie des Heiligen Bonaventura, Casa Editrice Francescana Assisi (CEFA), 1974 (OCLC 848548275).
- (de) Gerhard Ruf, Christ ist geboren : eine Betrachtung der Bilder des linken Chorfensters der Oberkirche von S. Francesco in Assisi, Herder, 1983 (1re éd. 1974) (ISBN 978-3-451-19719-2, OCLC 13274886).
- (de) Gerhard Ruf, Christ ist erstanden : eine Betrachtung der Bilder des rechten Chorfensters der Oberkirche von S. Francesco in Assisi, Herder, 1983 (1re éd. 1974) (ISBN 978-3-451-197208, OCLC 11026611).
- Gerhard Ruf (trad. de l'allemand, photogr. Toni Schneiders (de)), François d'Assise [« Der Mann aus Assisi, Franziskus und seine Welt »], Casa Editrice Francescana Assisi (CEFA), 1980 (OCLC 1070899375).
- (de) Gerhard Ruf, Das Grab des hl. Franziskus : die Fresken der Unterkirche von Assisi, Herder, 1988 (1re éd. 1981) (ISBN 978-3-451-19355-2, OCLC 8430824).
- (de) Gerhard Ruf (photogr. Stefan Diller et Ghigo Roli), Die Fresken der Oberkirche [von] San Francesco in Assisi : Ikonographie und Theologie, Regensburg, Schnell & Steiner, 2012 (1re éd. 2004) (ISBN 978-3-7954-2214-1, OCLC 857936459).
- Gerhard Ruf (trad. de l'allemand par Gilles Ortlieb, photogr. Takashi Okamura), Assise : la colline de saint François [« Assisi : die mystische Welt des hl. Franziskus »], R. Laffont, coll. « Les hauts lieux de la spiritualité », 1985 (ISBN 978-2-221-50424-6, OCLC 461695809).
- (de) Gerhard Ruf, San Francesco Assisi. Patriarchalbasilika und Capella Papalis, Regensburg, Schnell & Steiner, coll. « Kleine Kunstführer » (no 1689), 1993 (1re éd. 1988) (OCLC 888581611).
- (de) Gerhard Ruf, Wie betete der heilige Franziskus, Casa Editrice Francescana Assisi (CEFA), 1989.
- (de) Frank Martin et Gerhard Ruf, Die Glasmalereien von San Francesco in Assisi : Entwicklung einer Gattung in Italien, Regensburg, Schnell & Steiner, 2001 (1re éd. 1992) (ISBN 978-3-7954-1079-7, OCLC 165135859)l.
- (de) Joachim Poeschke (de) (photogr. Stefan Diller, Luigi Artini et Gerhard Ruf), Die Kirche San Francesco in Assisi und ihre Wandmalereien, Munich, Hirmer, 1985 (OCLC 878637410).
- Guy Lobrichon (photogr. Gerhard Ruf), Assise, les fresques de la Basilique inférieure, Paris, Cerf, 1985 (ISBN 3-451-19355-8, OCLC 958954484).
- Nicola Giandomenico (trad. de l'anglais par Madeleine Menvielle Sali, photogr. Gerhard Ruf), Art et histoire d'Assise [« Art and story of Assisi »], Florence, Bonechi, 1989 (ISBN 978-88-7009-461-9, BNF 35337853).
- (de) Anselm Kraus (photogr. Gerhard Ruf), Auf der Suche nach Franziskus : ein Pilgerführer durch Assisi und Umbrien, Münsterschwarzach, Vier Türme Verlag, 1997 (ISBN 978-3-8786-8598-2, OCLC 450982647).
- (it + en) Alessandro Vicenzi (photogr. Elio et Stefano Ciol, Ghigo Roli et Gerhard Ruf), La basilica di San Francesco ad Assisi, F.C. Panini, 2016 (ISBN 978-8-857-00953-7, OCLC 936355721).

## Postérité et distinction
Il a été fait Chevalier de l'Ordre du Mérite de la République fédérale d'Allemagne en 1980.
Une exposition en son honneur à eu lieu en 2018 au Sacro Convento à l'occasion des dix ans de sa mort.